# Édgar Ponce
Édgar Ponce García (Città del Messico, 27 dicembre 1974 – Città del Messico, 5 maggio 2005) è stato un attore e ballerino messicano.

## Carriera
Ponce è stato un membro del corpo di ballo maschile solo para Mujeres ed è apparso in una serie di soap opera (telenovelas) che erano popolari in Messico e negli Stati Uniti.

## Morte
Il 5 maggio del 2005, durante le riprese di uno spot con la sua troupe a Città del Messico, una vettura colpì la carovana di moto, facendo volare Ponce in aria addosso ad altri tre attori ferendoli. Fu ricoverato in ospedale, ma a seguito dei traumi riportati morì la mattina successiva. La polizia accusarono il guidatore di omicidio involontario e rilevarono la presenza di alcol nel suo corpo, ma ritenevano che non aveva la intenzione di uccidere Ponce. Il co-protagonista di Ponce Poncho de Nigris ha accusato l'uomo di aver voluto colpire volontariamente le moto, affermando: "la macchina non ha frenato né niente".
Altre polemiche ne seguì a causa della troupe che a cavallo delle loro moto sulla tangenziale di Città del Messico hanno violato un decreto di legge che richiede il passaggio delle motociclette nel traffico utilizzando le corsie laterali, così come le azioni del produttore, Sergio Mayer. Mayer stava filmando senza permesso e non è riuscito a chiedere l'assistenza della polizia; Le autorità hanno avvertito il produttore di una possibilità di essere accusato del crimine.

## Filmografia

### Telenovelas
- Mujeres engañadas (1999) - Manuel
- Alma rebelde (1999) - Chente
- Cuento de navidad (1999)
- Nunca te olvidaré (1999) - Adrián
- El precio de tu amor (2000) - Arnoldo
- Salomé (2001) - Javier
- Amigas y rivales (2001) - Ricardo
- Atrévete a olvidarme (2001) - Soriano